# Antoine-Alfred Marche
Antoine-Alfred Marche (Boulogne-Billancourt, 15 febbraio 1844 – Parigi, 31 agosto 1898) è stato un naturalista ed esploratore francese. Durante la sua vita visitò l'Africa, le Filippine e infine le Isole Marianne.
Tra il 1887 e il 1889 collezionò diversi manufatti di esemplari di uccelli e anche alcune nuove specie avicole. Nel 1887, le Marche ottenne la Legion d'Honneur. Negli ultimi anni della sua vita lavorò come archivista a Tunisi.

## Spedizioni

### Africa
Fu coinvolto in tre spedizioni nell'Africa occidentale (1872, 1873-1874 e 1875-1877). Nella seconda spedizione venne affiancato da Victor de Compiegne con cui esplorò il fiume Ogooué. Nel suo terzo viaggio in Africa, accompagnò Savorgnan de Brazza e raccolse numerosi esemplari zoologici.

### Filippine
Dal 1880 in poi, le Marche passò diversi anni a condurre studi naturalistici nelle Filippine, su commissione del governo francese. Si interessò particolarmente ai siti di sepoltura nelle aree di Boac, Gasan e Mogpog.
Da questo lavoro nella regione, le Marche pubblicò nel 1887 il libro "Luçon et Palaouan, Six Années de Voyages aux Philippines (Luzon e Palawan, Six Years of Voyages nelle Filippine)". I reperti da lui scoperti oggi sono esposti nelle Filippine.

## Specie intitolate a Marche
- Ptilinopus marchei, (1880)
- Cleptornis marchei, (1889)
- Anthracoceros marchei, (1885)[3]
- Mydaus marchei, (1887)[7]
- Ivindomyrus marchei (2010)[8]

## Opere
- Tre viaggi nell'Antica occidentale: Senegal, Gambia, Casamance, Gabon e Ogooué,  in francese Trois voyages dans l'Afrique occidentale : Sénégal, Gambie, Casamance, Gabon, Ogooué, Hachette – 1879
- Viaggio di sei anni nelle Filippine: Luzon e Palawan, in francese Luçon et Palaouan, six années de voyages aux Philippines – 1887
- Esplorazione etnografica sull'Isola di Rota in francese Exploration éthnographique de l'Ile Rota, Mariannes – 1889
- Report generale sulla missione alle Marianne, in francese Rapport Général sur une mission aux Îles Mariannes – 1891
- Note sul Viaggio alle Marianne,  in francese Note de voyage sur les Îles Marianes – 1898
- "Luzon e Palawan ..." (tradotto da Carmen Ojeda and Jovita Castro, etc, 1970).
- L'Isola delle Marianne, in francese "The Mariana Islands" (tradotto dal francese da Sylvia E. Cheng e Robert D. Craig, 1982)[9]